# Tumasis Melchor
Tumasis Tanales Melchor (ur. 1 stycznia 1981) – filipiński zapaśnik w stylu klasycznym i wolnym.
Złoty medalista igrzysk Azji Południowo-Wschodniej w 1997 i 2003; srebrny w 1997 i brązowy w 2005 i 2009. Siódmy na igrzyskach Azjatyckich w 1998 i dwunasty w 2002. Ósmy na mistrzostwach Azji w 1993. Zajął 32. miejsce na mistrzostwach świata w 1999. Pierwszy w pucharze Azji i Oceanii w 1993, trzeci w 1997 i czwarty w 1998 roku.